# Tuberculostático
De modo simples, tuberculostáticos é como são chamados fármacos voltados para o tratamento da tuberculose. No entanto, podemos observar, também, que o uso desses pode oscilar entre a cura da tuberculose e causar efeitos a saúde do indivíduo. Apesar de benéficos, na maioria das situações estes efeitos tem origem e gravidade variável. Situações de letalidade também englobam esses efeitos adversos.